# البشاقرة شرق
البشاقرة شرق قرية سُودانية تقع جنوب العاصمة الخرطوم على ضفاف النيل الأزرق على بعد 63 كيلو متر .تتبع ولاية الجزيرة، يبلغ عدد سكانها حوالي ثمانية آلاف تقريبا يعملون في الزراعة والتجارة.بها اربعه مدارس للاساس واثنين ثانوي ومعهد حرفي وأربعة مساجد.

## موقعها
تقع البشاقرة شرق علي الضفة الشرقية للنيل الأزرق شرق العاصمة الخرطوم بحوالي 70 كيلو متر وتتبع اداريا لولاية الجزيرة رغم أنها تقع خارج نطاق الجزيرة بتعريفها الجغرافي وكذا حال أجزاء كبيرة من منطقة البطانة تتبع لولاية الجزيرة إدارياً وهي تبعد عنها جغرافياً وتختلف عنها ثقافياً وتكاد منطقة البطانة ان تكون ذات سمات ثقافية تختلف الي حد كبير عن أغلب أجزاء الإقليم الأوسط وتتفرد بطبيعتها البدوية والرعوية فيما عدا المناطق الواقعة منها علي الضفة الشرقية من النيل الأزرق وبالطبع منها منطقة البشاقرة شرق. يرجع تاريخ البشاقرة شرق الي ماقبل العام 1500 ميلادية حيث تاسست كمنطقة حضرية ماهولة بالسكان في بداية عهد السلطنة الزرقاء. يسكنها خليط من القبائل التي انصهرت وتمازجت حتي ذابت في بعضها البعض تماماً وأصبح الانتماء فقط للبشاقرة وأصبح الجميع أسرة واحدة بفضل التزاوج والتصاهر وينسب أغلب ساكني الضفة الشرقية للنيل الأزرق(شرق النيل) الي قبائل الرفاعيين والمحس والعبدلاب.
هذه القبائل هي من مكونات الخريطة الديموغرافية لمنطقة البشاقرة شرق بالإضافة الي بعض القبائل التي نزحت إليها مثل الفادنية والحلاويين والدناقلة والشوايقة ولكنها جميعها لم تحتفظ الا بالاسم حيث زابت كل المكونات القبلية في منطقة البشاقرة وأصبح من الصعب التمييز بينها بنقاء القبيلة.وربما هذه سمة تميز منطقة الجزيرة وأجزاء البطانة التي تشاطئ النيل الأزرق دون غيرها من مناطق السودان المترامية.